# José de Córdova y Ramos
José Cipriano Antonio y Augustin de Córdova y Córdova Lasso de La Vega y Ramos (Utrera, 26 settembre 1732 – Cadice, 3 aprile 1815) è stato un ammiraglio ed esploratore spagnolo.
Tra il 1770 e il 1771 effettuò la circumnavigazione del globo terrestre, compiendo numnerosi rilevamenti idrogeografici. Nel 1796 fu nominato Comandante generale della flotta, che condusse in combattimento durante la battaglia di Capo San Vincenzo del 1797. A causa della sconfitta venne privato del comando, arrestato e sottoposto a Consiglio di Guerra.

## Biografia
Nacque a Utrera il 26 settembre 1732, figlio di Ramón de Córdova y Córdova Lasso de la Vega e doña María Ana Ramos y Garay.
Nel corso del 1745 cercò di imbarcarsi per la prima volta come aspirante guardiamarina su una nave appartenente alla squadra dell'ammiraglio Juan José Navarro Marchese della Victoria. Data l'età, aveva tredici anni, gli fu negato l'imbarco, ma l'anno successivo, il 31 ottobre 1746, entrò a far parte della Compagnia dei guardiamarina del Dipartimento di Cadice, l'unica esistente in quel momento in Spagna. Il suo primo imbarco fu durante la spedizione di soccorso a Ceuta, allora assediata dai berberi, che riuscì a rompere l'assedio alla piazzaforte. Al termine degli studi come guardiamarina si imbarcò sul vascello da 70 cannoni Invencible, appartenente alla squadra dell'ammiraglio don Andrés Reggio, con cui raggiunse l'America del sud, toccando Guaira, Cartagena de Indias, Puerto Cabello e l'Avana. Nell'ottobre del 1748 partecipò alla battaglia navale tra la squadra spagnola dell'ammiraglio Reggio e quella inglese dell'ammiraglio Sir harles Knowles, avvenuta nelle acque dell'Avana, distinguendosi per il suo coraggio. Rientrò in patria con la Flotta della Nuova Spagna, che arrivò a El Ferrol il 13 luglio del 1749.
Con Decreto Reale del 23 ottobre 1751 fu promosso al grado di alférez de fregata, compiendo diversi servizi nelle acque del Mediterraneo, in particolare contro i pirati delle reggenze nordafricane. Il 13 luglio 1752 venne promosso al grado di alférez de navío, partecipando ad un viaggio di andata e ritorno dalla Spagna a Montevideo (Uruguay), visitando anche le Isole Canarie. Al suo rientro in Patria si imbarcò nella divisione, forte di cinque navi, al comando del capitano di fregata don José de la Plon, impiegata in crociere di sorveglianza e contrasto alla pirateria algerina. Il 16 marzo 1755 la divisione sostenne un combattimento contro tre sciabecchi algerini, che vennero affondati, con la cattura di 494 corsari.
Il 5 marzo 1757 fu promosso al grado di tenente di fregata, imbarcandosi sul vascello Vencedor, appartenente alla squadra dell'ammiraglio don Isidoro García del Postigo impegnata contro le scorrerie dei corsari nordafricani. Il 9 giugno 1758 la divisione al comando di don Francisco Javier intercettarono due navi che alzavano la bandiera del Sultano di Algeri, dando loro la caccia davanti a Tetuán. Nello scontro che ne seguì la formazione spagnola ebbe due morti e dodici feriti, mentre gli algerini ebbero un centinaio di morti, vennero catturati trecentosei prigionieri, e furono liberati 63 prigionieri cristiani.
Il 13 luglio 1760 fu promosso al grado di tenente de navio, assegnato alla Flotta della Nuova Spagna al comando del generale Carlos Reggio, che lasciò Cadice il 29 giugno per arrivare a Veracruz il 4 settembre. Assegnato alla base navale de l'Avana, nell'estate del 1762 fu sorpreso dall'attacco della squadra navale inglese dell'ammiraglio George Pocock, che sbarcò un corpo di spedizione al comando del generale George Keppel, conte di Albemarle. Dopo un lungo e costoso assedio le truppe britanniche si impadronirono della città, e successivamente dell'intera isola. Ritornato nelle madrepatria gli fu dato un anno di congedo, al termine del quale riprese servizio imbarcandosi per un viaggio di andata e ritorno dalle Filippine, dove si stava ancora combattendo contro gli inglesi.
Nel 1764 si imbarcò sul vascello da 64 cannoni Septentrión, partecipando alla spedizione di soccorso alla piazzaforte di Melilla assediata dai mori. L'anno successivo si imbarcò sul vascello da 60 cannoni Buen Consejo che fu inviato nelle acque delle Filippine, ritornando a Cadice nel corso del 1767 dopo aver compiuto numerose missioni, tra cui una alle isole Mauritius.
Ripreso servizio nella squadra degli sciabecchi al comando di don Antonio Barceló, nel corso di un combattimento sostenuto nelle acque di Malaga l'11 maggio 1769 catturò due sciabecchi algerini. Il 6 agosto dello stesso anno fu promosso capitano di fregata, ricevendo il comando di una delle due divisioni di sciabecchi della squadra. Nell'ottobre di quell'anno catturò con le sue navi una divisione di quattro sciabecchi algerini nelle acque vicini a Melilla.
Il 13 gennaio 1770 salpò nuovamente da Cadice per raggiungere Manila, capitale delle Filippine, giungendovi il 9 agosto. Il 30 gennaio 1771 ripartì alla volta della Spagna, giungendo a Cadice il 1º agosto non senza difficoltà, dopo aver effettuato il giro del mondo. Divenuto comandante in seconda del vascello da 64 cannoni Astuto, a bordo di esso eseguì numerose missioni nel Mari del sud, rientrando a Cadice il 18 luglio 1772. Il mese seguente assunse il comando dell'Arsenale de La Carraca. Il 21 aprile 1774 fu promosso al grado di capitano di vascello, assumendo il comando del San Miguel, un vascello da 74 cannoni in che versava in così cattive condizioni che si era pensato di venderlo sul mercato civile. Con grande sforzo, e utilizzando anche fondi personali, riuscì a rimettere in servizio attivo la nave. 
Nel corso del 1776 prese parte alla spedizione al comando del generale don Pedro de Ceballos contro le colonie portoghesi nel Sud America. Nel 1777 fu destinato al comando del vascello San José, soprannominato El Peruano, con cui salpò da Cadice il 4 novembre per compiere una missione scientifico-esplorativa nell'Oceano Pacifico.

### La guerra d'indipendenza americana
Poco prima dell'entrata in guerra della Spagna, il 9 maggio 1779, egli doppiò Capo Horn ritornando in Spagna in vista dell'inizio delle operazioni belliche contro l'Inghilterra. Nel corso dello stesso anno partecipò, al comando del vascello da 74 cannoni Arrogante, appartenente alla squadra dell'ammiraglio don Luis de Córdova y Córdova, all'attacco portato nelle acque di Capo San Vincenzo ad un convoglio inglese formato da cinquantacinque navi che terminò con la cattura di quattro fregate inglesi che furono incorporate successivamente nella marina spagnola. 
Il 17 giugno 1781 fu promosso al grado di brigadiere generale, ma rimase imbarcato sulla sua nave per partecipare ad una seconda campagna nel Canale della Manica. Prese parte all'assedio di Gibilterra e successivamente al combattimento di Capo Spartel dove, nell'ottobre 1782, affrontò la squadra navale inglese al comando dell'ammiraglio Howe. Il 21 dicembre dello stesso anno fu promosso al grado di jefe de escuadra, assumendo il comando di una divisione che incrociò nelle acque delle Isole Tercera a protezione della navi mercantili che arrivavano in Spagna dalle Americhe. Successivamente assunse il comando della Divisione d'Evoluzione, incaricato dell'addestramento dei giovani ufficiali. Lasciato questo comando partì nuovamente per i Mari del sud, raggiungendo Callao (Perù) da cui partì, accompagnato dal vascello San Pedro Alcántara, raggiungendo Cadice, dopo molte traversie, il 21 febbraio 1784.
Il 13 aprile 1788 assunse nuovamente il comando della Squadra d'Evoluzione, forte di sette vascelli, due fregate e alcune corvette, con cui effettuò alcune manovre sperimentali con i vascelli San Leandro, San Ildefonso e San Fulgencio. Il 21 giugno 1789, dopo l'ascesa al trono di Re Carlo IV, fu promosso al grado di tenente generale. Ricoprì vari incarichi nella circoscrizione del Dipartimento navale di Cadice fino allo scoppio della guerra con la Francia nel 1793. Il 31 gennaio 1794 fu nominato vicecomandante della Squadra dell'Oceano, al comando di don Francisco de Borja. Nell'agosto dello stesso anno salpò da Cadice al comando di una divisione navale per proteggere il traffico commerciale in arrivo, incrociando tra Capo Santa Maria e Capo San Vincenzo. Nel mese di settembre salpò al comando di sei vascelli, due fregate e un brigantino, incrociando al largo delle Isole Azzorre a protezione delle navi mercantili spagnole. All'inizio del 1796 divenne vicecomandante della Squadra del Mediterraneo, agli ordini dell'ammiraglio Juan de Lángara y Huarte, prendendo parte alle operazioni navali contro la Francia che si conclusero con la firma della trattato di pace a Basilea. Dopo la firma del trattato sostituì de Langára y Huarte, nominato Ministro della Marina, alla testa della Squadra del Mediterraneo.

### La battaglia di Capo San Vincenzo
Nell'ottobre del 1796 il governo spagnolo, esasperato dalla restrizioni imposte al suo traffico mercantile proveniente dalle colonie, sottoposto a notevoli vessazioni da parte delle potente flotta inglese, dichiarò guerra alla Gran Bretagna. 
In poco più di tre mesi di conflitto si alternarono al comando della flotta spagnola ben tre ammiragli, ma i primi due, Pedro Varela y Ulloa e Juan de Langára y Huarte vennero allontanati dall'incarico dal Primo Ministro Manuel Godoy in quanto avevano fatto presente lo stato in cui versavano le navi della Real Armada.
Divenuto Comandante Generale della flotta ancorata a Cartagena, si riunì alla squadra del Mediterraneo passata al comando del conte Morales de los Rios, costituendo una enorme squadra navale, forte di ventisette vascelli di linea, sette fregate e alcune navi minori. Suoi divisionari erano i tenenti generali Morales de los Rios e Juan Joaquín Moreno. 
Su forte pressione del Primo Ministro Godoy la squadra ai suoi ordini salpò da Tolone il 1º febbraio 1797, forte di 27 vascelli di linea, 8 fregate e 28 lance armate con cannone destinate all'assedio di Gibilterra. Egli alzava la sua insegna sull'imponente vascello a quattro ponti da 144 cannoni Santísima Trinidad. Il 14 febbraio venne avvistata, al largo di Capo San Vincenzo, una squadra inglese al comando dell'ammiraglio Sir John Jervis, e nella seguente battaglia la squadra spagnola subì una dura sconfitta, con la perdita di quattro grandi vascelli che furono catturati dagli inglesi. Durante il combattimento si registro la morte del contrammiraglio Francisco Javier Winthuysen y Pineda imbarcato sul vascello da 112 cannoni San José e del commodoro Claude-Marguerite Renart de Fuchsamberg imbarcato sul pariclasse Conde de Regla.

### L'ultima parte della carriera
Quando la flotta rientrò a Cadice, il 3 marzo, egli rimase al suo posto di comando fino al marzo del 1798, quando sbarcò sostituito dall'ammiraglio de Mazarredo Salazar Muñatones y Gortázar. Nel mese di dicembre dello stesso anno venne arrestato per ordine del Primo Ministro e condotto sotto scorta a Madrid, in attesa di essere giudicato per il suo comportamento. Nel 1799 si riunì il Consiglio di Guerra che doveva giudicare il suo operato durante la battaglia di Capo San Vincenzo, presieduto dal bailo Antonio Valdés, al termine del quale fu riconosciuto colpevole di negligenza, degradato e allontanato dal servizio attivo con l'obbligo di rimanere per sempre lontano dal mare. La sentenza divenne definitiva il 10 settembre dello stesso anno, quando fu controfirmata da Carlo IV.
Nel 1799 il suo difensore Juan José Ruiz de Apodaca y Eliza Gastón de Iriarte López de Letona y Lasqueti Conte del Venadito e Viceré del Messico pubblicò, in sua difesa, un libro con gli atti del Consiglio di guerra. Per molti anni egli cercò, invano, di ottenere il perdono del re, e ancora il 17 dicembre 1805 inviò un'articolata petizione al Primo Ministro Godoy chiedendo di rientrare in servizio attivo, che quest'ultimo girò al comandante della flotta don Francisco Gil de Lemos con alcune raccomandazioni scritte. Il 6 gennaio 1806 l'ammiraglio Gil de Lemos emanò un'ordinanza che lo faceva rientrare in servizio attivo, ma contemporaneamente lo collocava in pensione per raggiunti limiti d'età. Si spense a Cadice il 3 aprile 1815, e il 15 ottobre dello stesso anno sua moglie doña Julia de Rojas chiese che gli fosse data la reversibilità della pensione, in quanto suo unico mezzo di sostentamento. Tale richiesta venne accolta.

### Annotazioni
1. ↑  Fu battezzato nella parrocchia di Santa María de la Mesa.
2. ↑  Nato a Siviglia.
3. ↑  Forte dei vascelli Africa (nave ammiraglia) e Invencible da 70 cannoni, Conquistador, Dragón, Nueva España e Real Familia da 60 cannoni, e dalla fregata Galga da 30 cannoni.
4. ↑  Si trattava di tre sciabecchi algerini, uno da 24, uno da 22 e uno da 14 cannoni.
5. ↑  Le perdite spagnole assomarono a 7 caduti, tra cui il comandante dello sciabecco Gavilán, e cinquantatré feriti.
6. ↑  La formazione comprendeva i vascelli da 74 cannoni Soberano, nave ammiraglia, Héctor e Vencedor.
7. ↑  Si trattava del vascello da 60 cannoni Castillo Nuevo al comando del capitano Mahamud Rais, e della fregata da 40 cannoni al comando di Aichi-Mostafá.
8. ↑  Carlo IV di Borbone concesse una serie di avanzamenti di carriera a coloro che avevano fedelmente servito suo padre, Re Carlo III di Spagna.
9. ↑  Il governo spagnolo era anche notevolmente preoccupato per le mire inglesi sulle proprie colonie.
10. ↑  Le navi della flotta spagnola erano male armate e dotate di scarsi equipaggi. Mancavano circa quattromila marinai, e la maggior parte di quelli in forza erano privi di addestramento.
11. ↑  La più grande mai vista prima di allora in Spagna.
12. ↑  L'ammiraglio Moreno era al comando della flottiglia di 28 cannoniere, dette urcas.
13. ↑  La squadra spagnole doveva riunirsi successivamente con quella francese al comando del contrammiraglio Pierre Charles Silvestre de Villeneuve, che aveva raggiunto già da tempo Cadice.
14. ↑  Si trattava del San José da 112 cannoni, del San Nicolás da 80, del San Isidro da 74 e del Salvador del Mundo da 112.
15. ↑  Gli altri componenti del Consiglio di guerra erano i tenenti generali don Joaquín Cañaveral e don Basco Morales, i jefe de escuadra don Pedro Autran, don Gabriel Guerra, don Francisco Javier Rovira, don Antonio Chacón, don José Bermúdez de Castro, don Francisco Millau, don José Adorno, il brigadiere don José Valderrama e i capitani di vascello don Miguel Orozco e don Alonso de Torres-Guerra. L'accusa era rappresentata dal jefe de escuadra don Manuel Núñez Gaona.

### Fonti
1. 1 2  Fernández Vial, Ignacio (2009) «José de Córdova y Ramos: Circunvaló el globo terráqueo.» Archiviato il 12 aprile 2013 in Archive.is. ABC. URL consultato il 27 aprile 2020.
2. ↑  Duro 1900, p. 307.
3. ↑  Dalmiro de la Válgoma y Finestrat Barón de Válgoma, Real Compañía de Guardia Marinas y Colegio Naval. Catálogo de pruebas de Caballeros aspirantes, Instituto Histórico de Marina, Madrid, 1944 a 1956. 7 Tomos.
4. ↑  Duro 1900, p. 351.
5. ↑  Duro 1900, p. 350.
6. ↑  Duro 1900, p. 342.
7. ↑  Duro 1900, p. 343.
8. 1 2 3 4  Duro 1900, p. 417.
9. 1 2 3 4  Duro 1900, p. 419.
10. ↑  Duro 1972, p. 32.
11. 1 2 3 4  Duro 1972, p. 43.
12. ↑  Duro 1972, p. 118.
13. 1 2  Pedro Sánchez Núñez, Venturas y desventuras de un marino utrerano: José de Córdova y Ramos, 2002, 348 pagine.
14. 1 2  Duro 1972, p. 189.
15. 1 2  Duro 1972, p. 201.
16. ↑  Duro 1972, p. 226.
17. ↑  Duro 1972, p. 258.
18. ↑  Duro 1972, p. 310.
19. ↑  Duro 1902, p. 13.
20. ↑  Duro 1902, p. 50.
21. 1 2 3  Duro 1902, p. 81.
22. 1 2  Donolo 2012, p. 96.
23. 1 2 3  Apodaca 1799, p. 11.
24. ↑  Apodaca 1799, p. 15.
25. ↑  Martelli 2014, p. 27.
26. 1 2 3 4 5 6  Martelli 2014, p. 29.
27. ↑  Apodaca 1799, p. 6.
28. ↑  Apodaca 1799, p. 7.
29. 1 2  Donolo 2012, p. 98.